# 윌리엄 챈들러 배글리
윌리엄 배글리(William Chandler Bagley, 1874년 3월 15일 ~ 1946년 7월 1일)는 미국의 본질주의 교육자이다. 미시건 주립대학·위스콘신 대학·코넬 대학을 거쳐 1895년부터 교직생활을 했다. 1908년 ~ 1917년 일리노이 대학 교수, 1940년 퇴직때까지 컬럼비아 대학교 교육학 교수를 역임하였다. 그의 저서로는 <교육과정> <학급경영> <교육적 가치> <학교훈련> 등이 있다. 그는 진보주의 교육이 객관적·전통적 문화를 경시하고 지나친 아동의 자유와 개인적 욕망만을 존중하는 방임주의를 취하기 때문에 사회에서 요구하는 기본적 학력을 배우는 데 많은 결함과 지체현상이 나타나고, 그 결과 미국인의 타락(범죄·이혼율의 증가, 정치적 부패 등)의 요인을 만들게 되는 것이라고 크게 비난하였다. 1938년 2월 26일 미국교육의 향상을 위한 '본질파 위원회'를 조직, 본질주의 교육운동을 본격적으로 시작하였다.

## 같이 보기
- 교육사상
- 본질주의 (교육사상)